# The Miller's Tale

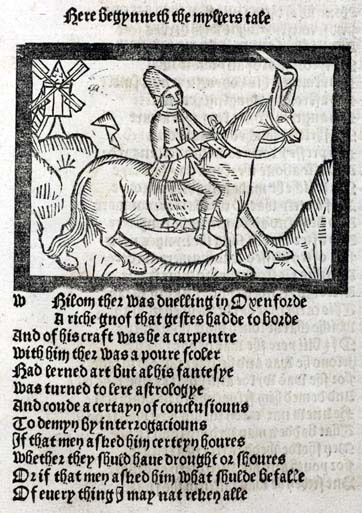
De molenaar uit de versie van The Canterbury Tales van Richard Pynson, circa 1492.

The Miller's Tale (Middelengels: The Milleres Tale) is het tweede verhaal uit The Canterbury Tales van Geoffrey Chaucer. Het wordt verteld door de 'Miller' (molenaar) als reactie op The Knight's Tale, waar de pelgrims zonet naar geluisterd hebben. Eigenlijk is het aan de 'Monk' (monnik) om het volgende verhaal te vertellen, maar daar steekt de 'Miller' een stokje voor. Zijn verhaal gaat over een jaloerse, oude timmerman, die getrouwd is met een mooie, jonge vrouw. De timmerman wordt voor de gek gehouden door haar jonge aanbidder, die op zijn beurt te maken krijgt met een boze rivaal. The Miller's Tale wordt beschouwd als het liederlijkste van The Canterbury Tales.
Het is een satirische fabliau. Mogelijk is het bedoeld als een parodie op The Knight's Tale dat over de hoofse liefde gaat.

## Datering
De precieze datum waarop Chaucer The Miller's Tale schreef is niet bekend, maar zijn dichterlijke vaardigheid had toen al wel een hoogtepunt bereikt. Chaucer schreef dit verhaal bovendien nadat hij besloten had een raamvertelling samen te stellen. The Miller's Tale is specifiek geschreven om The Knight's Tale op te volgen en om gekoppeld te worden aan The Reeve's Tale. Chaucer wist toen ook al hoe hij de verhalen in volgorde kon zetten, namelijk door de pelgrims onderling met elkaar te laten communiceren en door contrasterende of parallelle verhalen naast elkaar te plaatsen.
 Daardoor nemen veel academici aan dat Chaucer The Miller's Tale in de latere jaren van zijn werk aan The Canterbury Tales schreef.

## Tekst
The Miller's Tale, gebruikelijk afgekort tot 'MilT' , behoort tot fragment I (A). Dit fragment is in alle manuscripten zeer samenhangend en The Miller's Tale werd niet afzonderlijk gekopieerd. De verschillen in de tekst van de manuscripten zijn over het algemeen miniem. Uit het Hengwrt Chaucer manuscript en sommige andere manuscripten zijn de volgende twee coupletten weggelaten.
And evere a thousand goode ayeyns oon badde.
That knowestow wel thyself, but if thou madde.— MilT 3155-3156
En altijd een duizend goede tegen een slechte.
Dat weet jij zelf ook wel, tenzij je gek bent.
And unto Nicholas she seyde stille,
"Now hust, and thou shalt laughen al thy fille." — MilT 3721-3722
En tot Nicholas zei ze stil,
"Wees nu stil, en je zult lachen tot je niet meer kunt.

## Chaucers beschrijving van de 'Miller'
In de General Prologue introduceert Chaucer de 'Miller' als een potige kerel, met stevige spieren en botten.
The Millere was a stout carl for the nones;

Ful byg he was of brawn, and eek of bones.

That proved wel, for over al ther he cam,

At wrastlynge he wolde have alwey the ram.— GP 545-548
Overal waar hij komt, pocht hij daarmee en hij wint steevast iedere worstelwedstrijd. Hij is kort van gestalte en breedgeschouderd. Er is geen deur die hij niet uit haar scharnieren kan heffen of open kan krijgen door er met zijn hoofd op in te beuken. Zijn brede rosse baard ziet eruit als een spade en op het topje van zijn neus staat een wrat met daarop een toefje rosse haren. Zijn brede neusgaten zijn zwart. Aan zijn zijde draagt de 'Miller' een zwaard en een rond schild. Met een mond zo groot als een fornuis is hij een vuilbek en een hansworst. Hij weet goed hoe je graan moet stelen, en rekent vaak drie keer het loon waar hij recht op heeft. Hij is gekleed in een witte mantel en een blauwe kap. Blazend en spelend op zijn doedelzak verlaat hij samen met het gezelschap de stad.

## Synopsis

### The Miller's Prologue
Nadat iedereen tot de conclusie is gekomen dat het verhaal van de 'Knight' zeer hoogstaand is en waard om onthouden te worden, vraagt Harry Bailly, de 'Host', aan de 'Monk' om deze prestatie te evenaren met zijn verhaal. Hij wordt echter onderbroken door de dronken 'Miller', Robyn, die nog nauwelijks op zijn paard kan zitten. De 'Miller' beweert dat hij een verhaal kent, dat het verhaal van de 'Knight' kan 'vergelden'. Ondanks de beste inspanningen van de 'Host', blijft de 'Miller' volhouden dat hij zijn verhaal wil vertellen en hij dreigt ermee anders het gezelschap te verlaten. Pelgrim Chaucer verontschuldigt zich alvast voor de woorden die hij hier nu moet herhalen. Hij dringt er bij de lezer op aan om, indien die snel geschokt is, de bladzijde om te draaien en een ander verhaal te lezen. De 'Miller', de 'Reeve' en anderen zijn immers boerenpummels en hun verhalen zijn ronduit schunnig.

### The Miller's Tale
Voordat de dronkaard aan zijn verhaal begint waarschuwt hij dat niemand zich met de zaken van vrouwen of God zou moeten bemoeien omdat daar alleen maar ellende van komt zoals hij met zijn verhaal zal aantonen.
Het verhaal gaat over John, een jaloerse, oude timmerman uit Oxford, Alison, zijn mooie verleidelijke jonge vrouw, Nicholas, een inwonende student met belangstelling voor muziek, astrologie en vrouwen, en Absolon, de fatterige en kieskeurige koster van de parochie.
This carpenter hadde newe a wyf,

Which that he lovede moore than his lyf;

Of eighteteene yeer she was of age.

Jalous he was, and heeld hire narwe in cage,— MilT 3221-3224
Deze timmerman had pas een nieuwe vrouw,

die hij meer liefhad dan zijn eigen leven;

Ze was achttien jaar oud,

en jaloers als hij was, hield hij haar gevangen in een kooi,
Zowel Nicholas als Absolon hebben een oogje op Alison. Nicholas wil Alison in bed krijgen en zij stemt ermee in. Dit blijkt echter niet gemakkelijk, want John houdt haar dag en nacht in de gaten. Nicholas en Alison smeden daarom een plan om John 's nachts uit de weg te krijgen.
Nicholas overtuigt John er van dat hij via zijn astrologische kennis te weten is gekomen, dat er een tweede zondvloed met Bijbelse proporties op komst is. Hij maakt John wijs dat alleen zij drieën deze ramp kunnen overleven, maar dan moeten zijn instructies wel nauwkeurig worden uitgevoerd. De timmerman, zijn vrouw en hijzelf moeten ieder de nacht doorbrengen in een aparte ton, met touwen vastgemaakt aan de balken van het dak. Zodra John daar in slaap valt, klauteren Alison en Nicholas weer naar beneden en kruipen samen in bed om de liefde te bedrijven.
Absolon heeft horen zeggen dat John niet in de buurt is. Hij knielt bij het raam van Alison en vraagt om een zoen, waarna Alison in het donker haar achterwerk naar buiten steekt en Absolon haar daar kust. Kwaad om deze vernedering loopt hij weg om terug te keren met een stuk heet ijzer uit een smidse. Nu vraagt hij weer om een zoen. Deze keer steekt Nicholas zijn achterste naar buiten, waarna Absolon het hete ijzer tussen de billen van Nicholas steekt. Nicholas schreeuwt om water waardoor John wakker wordt. John denkt dat de zondvloed eraan komt, hij snijdt de touwen door en valt naar beneden. Het dorp loopt uit om John gewond op de grond te vinden. John legt uit wat er gebeurd is en het dorp lacht hem uit.

## Analyse

### Genre
The Miller's Tale is een fabliau. Dit genre kan omschreven worden als een kort komisch verhaal in versvorm, dat gewoonlijk schunnig en vaak scatologisch of obsceen is. In de 13e eeuw was het zeer populair in Frankrijk, maar het moest in de 14e eeuw plaats ruimen voor de novelle. In The Canterbury Tales werd het door Chaucer nieuw leven ingeblazen. De verhalen van de 'Miller', de 'Reeve', de 'Cook', de 'Friar', de 'Summoner', de 'Merchant' en de 'Manciple', evenals de proloog van de 'Wife of Bath', weerspiegelen in meerdere of mindere mate de invloed ervan.

## Adaptatie
- The Miller's Tale is een van de verhalen uit de succesvolle geanimeerde kortfilm The Canterbury Tales by Geoffrey Chaucer met tien verhalen uit The Canterbury Tales. De film behaalde in 1998 een nominatie tijdens de Academy Awards voor 'Best Animated Short Film' en won in 1999 de BAFTA voor 'Best Animated Short Film'. Bekende Britse acteurs, zoals Robert Lindsay en Sean Bean, leenden hun stem aan de reeks en voor de animaties werden pen en inkt tekeningen, klei-animatie en stencilanimatie gebruikt. Telkens wordt de kern van het verhaal vastgelegd. De dialogen van Chaucer zijn alledaagser gemaakt, hoewel deze aanpassingen nog genoeg referenties bevatten voor degenen die The Canterbury Tales kennen en tegelijkertijd de nieuwsgierigheid opwekken van de mensen, die ze misschien niet kennen.[7]
- In 2003 bracht BBC One The Canterbury Tales uit, een zesdelige adaptatie, die de verhalen een setting geeft in het moderne hedendaagse Groot-Brittannië. The Miller's Tale speelt zich af in een karaokebar. James Nesbitt vertolkt een verlopen talentscout, die roem en welvaart belooft aan de vrouw van een naïeve herbergier, gespeeld door de voormalige popster Billie Piper.
- De song A Whiter Shade of Pale de debuutsingle van Procol Harum uit 1967 lijkt een verwijzing naar The Miller's Tale te bevatten.

And so it was that later as the miller told his tale, that her face, at first just ghostly, turned a whiter shade of pale.
Keith Reid, die de tekst van de song schreef, beweert echter dat hij nooit iets van Chaucer gelezen heeft. Waarom hij "as the miller told his tale" geschreven heeft, weet hij niet meer.